# ديفيد جوسيف باش
ديفيد جوسيف باش (بالألمانية: David Josef Bach)‏ هو صحفي وكاتب نمساوي، ولد في 13 أغسطس 1874 في لفيف في أوكرانيا، وتوفي في 30 يناير 1947 في لندن في المملكة المتحدة.